# Lufttüchtigkeit
Der Begriff Lufttüchtigkeit stammt aus dem Luftfahrtrecht und beschreibt den (technischen) Zustand eines Luftfahrzeugs oder -bestandteils, das für die Durchführung eines sicheren Flugbetriebs notwendig ist.

“For an aircraft, or aircraft part (airworthiness), is the possession of the necessary requirements for flying in safe conditions, within allowable limits.”

„Lufttüchtigkeit bedeutet für ein Luftfahrzeug oder ein Luftfahrzeugteil das Innehaben der notwendigen Forderungen, um innerhalb zulässiger Grenzen in einem sicheren Zustand zu fliegen.“

In anderen Definitionen wird der Begriff auch weiter gefasst und bezieht sich insgesamt auf den Betrieb eines Luftfahrzeuges oder Luftfahrtgerätes; z. B.:

[Airworthiness is] the ability of an aircraft, or other airborne equipment or system, to operate in flight and on ground without significant hazard to aircrew, ground crew, passengers (where relevant) or to other third parties.

„Lufttüchtigkeit ist die Fähigkeit eines Luftfahrzeuges oder Luftfahrtgerätes, im Flug und am Boden ohne signifikante Gefährdung der Besatzung, des Bodenpersonals, der Passagiere (sofern relevant) oder Dritter zu operieren.“

Die Sicherheit im Flugbetrieb wird durch die Faktoren Mensch (Luftfahrtpersonal), Maschine (Luftfahrzeuge) und Umwelt (Infrastruktur, Wetter usw.) beeinflusst. Um einen sicheren Flugbetrieb zu gewährleisten, müssen alle drei Faktoren berücksichtigt werden; bereits das Versagen eines einzelnen kann zu einem Flugunfall führen. Die Lufttüchtigkeit bezieht sich auf einen dieser Faktoren – die Maschine.
Nach europäischem und, soweit ergänzend dazu anzuwenden, auch nach deutschem Luftrecht, ist ein Luftfahrzeug lufttüchtig, wenn
- das Muster eines Luftfahrzeugs die Bauvorschriften (Lufttüchtigkeitsforderungen) erfüllt,
- das Luftfahrzeug den Konstruktionsdaten des Musters entspricht und
- die für das Luftfahrzeug vorgeschriebenen Instandhaltungsmaßnahmen eingehalten werden.

Die Lufttüchtigkeit wird bescheinigt
- für das Muster eines Luftfahrzeugs durch die Musterzulassung (eng. Type certificate) und
- für das Luftfahrzeug durch das Lufttüchtigkeitszeugnis (eng. Certificate of Airworthiness).

Nach den Bestimmungen des Chicagoer Abkommens ist jedes in der internationalen Luftfahrt verwendete Luftfahrzeug dazu verpflichtet, sein Lufttüchtigkeitszeugnis mitzuführen.
Im Sprachgebrauch des deutschen Luftrechts wird für Lufttüchtigkeit häufig synonym der Begriff Verkehrssicherheit verwendet.